# Jadwiga Mieleszko
Jadwiga Mieleszko (ur. 1942, zm. 2006) – historyk sztuki, przez całe życie zawodowe związana z Muzeum w Wilanowie, specjalistka w dziedzinie ikonografii pałacu wilanowskiego. Autorka i współautorka wielu wystaw i katalogów wystaw organizowanych w muzeum wilanowskim, np. wystawy i katalogu "Chwała i sława Jana III w sztuce i literaturze XVII-XX w." z okazji 300-lecia Odsieczy Wiedeńskiej, czy publikacji dotyczących architektury Warszawy, np. "Pałac Czapskich", seria PWN Zabytki Warszawy z 1971 r.
Absolwentka Uniwersytetu Warszawskiego, po którego ukończeniu w 1964 r. rozpoczęła pracę jako asystent muzealny w dziale dokumentacji naukowej Muzeum w Wilanowie - wówczas oddziału Muzeum Narodowego w Warszawie. Od 1977 r. była redaktorem technicznym Studiów Wilanowskich. W 1980 r. została kierownikiem Działu Dokumentacji Naukowej i sekretarzem wydawnictw muzealnych. W 1995 r., po powstaniu samodzielnego Muzeum Pałacu w Wilanowie (obecnie Muzeum Pałacu Króla Jana III w Wilanowie), została jego wicedyrektorem, które to stanowisko zajmowała do przedwczesnej śmierci w dniu 3 kwietnia 2006 r.
W 1987 r. została odznaczona Złotym Krzyżem Zasługi.
W 1977 r. otrzymała srebrną odznakę Za Opiekę nad Zabytkami, a w 1987 r. odznakę Zasłużony Działacz Kultury.
Niektóre publikacje J. Mieleszko:
- Pałac Czapskich, seria PWN Zabytki Warszawy, Warszawa 1971
- hasła: "Pałac Czapskich", "kościół św. Anny w Wilanowie", "Park Skaryszewski", "Park Traugutta" w: Encyklopedia Warszawy, PWN, Warszawa 1975
- Ikonografia wilanowskich wnętrz muzealnych w XIX w., Studia Wilanowskie 1980, t. VI, s. 51.
- Chwała i sława Jana III w sztuce i literaturze XVII-XX w.", Warszawa 1983. Katalog wystawy - współautorstwo.
- Mistrz Pinzel - legenda i rzeczywistość. Wystawa rzeźby XVIII w. ze zbiorów lwowskich, Wilanów 1990. Współautor - J. Repko.
- Dary i zakupy Muzeum w Wilanowie 1962-1992, Warszawa 1992. Katalog wystawy - współautorstwo.
- Tron pamiątek ku czci Najjaśniejszego, Niezwyciężonego Jana III Sobieskiego Króla Polskiego, Warszawa 1996. Katalog wystawy.
- Bogowie, herosi, śmiertelnicy w dekoracji pałacu i ogrodu w Wilanowie, w: Bogowie, herosi, śmiertelnicy..., Warszawa 2002. katalog wystawy.